# Лекарциці
Лекарциці (пол. Lekarcice) — село в Польщі, у гміні Промна Білобжезького повіту Мазовецького воєводства.
Населення — 91 особа (2011).
У 1975-1998 роках село належало до Радомського воєводства.

## Демографія
Демографічна структура станом на 31 березня 2011 року:
|          | Загалом | Допрацездатний вік | Працездатний вік | Постпрацездатний вік |
| -------- | ------- | ------------------ | ---------------- | -------------------- |
| Чоловіки | 50      | 14                 | 26               | 10                   |
| Жінки    | 41      | 8                  | 19               | 14                   |
| Разом    | 91      | 22                 | 45               | 24                   |